# Кайраклия (река)
Кайраклия (укр. Кайраклія) — река, впадающая в озеро Сафьяны, протекает по территории Измаильского района (Одесская область, Украина).

## География
Длина — 23 км. Площадь бассейна — 187 км². Берёт начало от двух ручьев, протекающих по балкам (Бырнова и без названия) западнее и севернее села Каланчак. Река течёт на юг, восток, юг. Впадает в озеро Сафьяны у села Сафьяны.
Русло в верхнем течении пересыхает; нижнем (кроме приустьевой части) — выпрямлено в канал (канализировано), шириной 12 и глубиной 2 м. На реке создано водохранилище при слиянии двух ручьев (западнее села Лощиновка). Приустьевая часть долины реки занята плавнями.
Крупных притоков не имеет.
Населённые пункты (от истока к устью): Каланчак, Лощиновка.